# Heydon (Norfolk)
Heydon – wieś w Anglii, w hrabstwie Norfolk, w dystrykcie Broadland. Leży 23 km na północny zachód od Norwich i 168 km na północny wschód od Londynu.
W 2001 miejscowość liczyła 89 mieszkańców.